# Castêlo da Maia Ginásio Clube
O Castêlo da Maia Ginásio Clube é uma Instituição nascida em 5 de Fevereiro de 1973, sediada na vila do Castêlo da Maia do concelho da Maia, distrito do Porto.
Possui os títulos de Instituição de Utilidade Pública e a Medalha de Ouro da Câmara Municipal da Maia.
O clube ao longo da sua existência, teve variadas modalidades, sendo que a mais relevante e representativa sempre foi o voleibol, única modalidade que actualmente se pratica no clube.
Nesta época de 2006/2007, o clube tem 10 equipas de voleibol a representar os respectivos campeonatos, a saber: Seniores Masculinos A, Seniores Masculinos B, Seniores Femininos, Juniores Masculinos, Juvenis Femininos, Iniciados Masculinos, Iniciados Femininos, Minis A, Minis B Masculino e Minis B Feminino, o que representa mais de 100 atletas repartidos por todos estes escalões.
A equipa de Seniores Masculinos A, disputa o Campeonato Nacional de Voleibol, competição mais importante do voleibol nacional.

## Palmares
Entre os vários troféus conquistados pelo clube destacam-se:
Títulos Masculinos
- 4 Campeonatos Nacionais da Divisão A1
- 2 Campeonatos Nacionais da III Divisão
- 1 Campeonato Nacional da II Divisão
- 6 Taças de Portugal
- 5 Supertaças de Portugal

Títulos Femininos
- 1 Campeonato Nacional da III Divisão
- 9 Campeonatos Nacionais da Divisão A1
- 7 Taças de Portugal
- 6 Supertaças de Portugal

Títulos Formação
- 4 Campeonatos Nacionais Juniores Masculinos
- 4 Campeonatos Nacionais Juniores Femininos
- 3 Campeonatos Nacionais Juvenis Femininos
- 2 Campeonatos Nacionais Iniciados Masculinos
- 1 Campeonato Nacional Iniciadas Femininos
- 1 Campeonato Nacional Minis B Masculino

## Plantel Sénior Masculino 2010/11
| #  |           | Nome             | Idade | Ultimo Clube           | Posição      |
| -- | --------- | ---------------- | ----- | ---------------------- | ------------ |
| 1  | Brasil    | Paschoal Martins | 28    | Murcia, (Espanha)      | Zona 4       |
| 2  | Portugal  | João Malveiro    | 31    | CMGC, (Portugal)       | Central      |
| 3  | Portugal  | Diogo Cavaleiro  | 24    | GCV, (Portugal)        | Central      |
| 4  | Portugal  | Pedro Azenha     | 34    | CMGC, (Portugal)       | Distribuidor |
| 7  | Brasil    | Fernando Mari    | 26    | Blumenau, (Brasil)     | Central      |
| 9  | Portugal  | João Simões      | 24    | CMGC, (Portugal)       | Zona 4       |
| 11 | Argentina | Lucas Gregoret   | 29    | Murcia, (Espanha)      | Oposto       |
| 15 | Brasil    | André Santos     | 23    | São Caetano, (Brasil)  | Zona 4       |
| 16 | Portugal  | Luis Sousa       | 33    | Esmoriz GC, (Portugal) | Distribuidor |
| 17 | Portugal  | Filipe Cruz      | 35    | CMGC, (Portugal)       | Libero       |
| 18 | Portugal  | Nuno Pereira     | 28    | CMGC, (Portugal)       | Libero       |